# 桑名京橋站
桑名京橋站（日语：／ Kuwana Kyōbashi eki */?）是位於三重縣桑名市，三重交通北勢線（現時：三岐鐵道北勢線）的鐵路車站（廢站）。在1961年（昭和36年）11月1日，隨著此站至西桑名之間被廢除，此站也變為廢站。

## 歷史
- 1915年（大正4年）8月5日：此站至大山田（後來名為西桑名）之間開通（0.7公里）[1]。北勢鐵道的桑名町站（日语：／）也啟用[1]。
- 1934年（昭和9年）6月27日：公司名稱變更後，成為北勢電氣鐵道的車站[1]。
- 1944年（昭和19年）2月11日：在公司合併後，成為三重交通的車站[1]。
- 1945年（昭和20年）7月19日：由於戰爭，導致此站至西桑名之間的路段受損，該區間暫停營運[1]（在8月12日申請，10月29日獲得認可）。
- 1948年（昭和23年）9月24日：此站至西桑名之間重開[1]。此站在公開招募新名稱下，改名為桑名京橋站[1]。
- 1953年（昭和28年）9月：此站附近設置北勢線首座自動平交道警報機。
- 1961年（昭和36年）11月1日：此站至西桑名之間被廢除，此站也變為廢站[1]（9月25日獲得認可）。這樣解決了國道1號線因與鐵路線平面相交而造成的交通擁擠問題[2]。

## 車站構造
此站是地面車站，設有1面2線的島式月台。此站是有人車站。

## 車站周邊
車站遺址變為桑名醫院停車場。現時已經沒有任何車站遺跡。
- 三重縣道613號福島城南線（日语：三重県道613号福島城南線）
- 桑名市綜合福祉會館
- 桑名市民會館
- 桑名別院本統寺
- 桑名市博物館（日语：桑名市博物館）
- 桑名市立精義小學

## 相鄰車站
三重交通
北勢線
桑名京橋－西桑名

## 注腳
1. 1 2 3 4 5 6 7 8 9  曾根悟（監修）.  , 编. . 週刊朝日百科. 26號 長良川鐵道・明知鐵道・樽見鐵道・三岐鐵道・伊勢鐵道. 朝日新聞出版. 2011-09-18: 26 （日语）.
2. ↑  木下（2016）：116頁

## 相關項目
- 日本鐵路車站列表 Ku